# El Prat (Castellbell i el Vilar)
El Prat, també conegut com a Can Prat, és una urbanització del municipi de Castellbell i el Vilar, a la comarca catalana del Bages. És situada a la part sud-oriental del terme, al sud de la Bauma i vora la riera de Merà, al límit amb el terme de Vacarisses. Està limitada a l'oest per la carretera C-58, al nord i a l'est per la via de la RENFE i l'autopista C-16, i al sud per la carretera BV-1212, que la separa de les urbanitzacions adjacents del Mas Astarròs i el Gall Pigat, amb les quals ha acabat formant un continu anomenat la Vall de Montserrat.
S'hi accedeix des de la Bauma pel carrer de la Riera, des de la carretera general C-58 per un trencall al km 37,5 i des de la carretera local BV-1212 per diversos trencalls entorn del km 7.
En el cens del 2006 tenia 119 habitants. Es va construir en terrenys del mas de Can Prat, del terme del Vilar.